# Haruno Sasaki
Haruno Sasaki (født 26. februar 1995) er en kvindelig håndboldspiller fra Japan. Hun spiller for Hokkoku Bank Handball og Japans kvindehåndboldlandshold, som venstre back.
Hun deltog under VM 2019 i Japan og VM 2017 i Tyskland.